# Panonska Slovenija
Panonska Slovenija je ena izmed pokrajin po Gamsovi pokrajinsko-ekološki členitvi Slovenije. Leži na vzhodu Slovenije in je del Panonske nižine.

## Kamnine
Ravninski svet Panonske Slovenije je sestavljen iz rečnih naplavin, medtem ko so drugje prisotni silikatni prod, apnenčasti prod, ilovnato-peščene naplavine,...

## Delitev
Glede na značilnosti se Panonska Slovenija nadalje deli na:
- Goričko
- Lendavske gorice
- Ravnina ob Muri
- Slovenske gorice
- Dravinjske gorice
- Haloze
- Spodnja Savinjska dolina
- Ložniško gričevje
- Kozjansko
- Senovsko podolje
- Orlica
- Bizeljske gorice
- Krško hribovje
- Mirnska dolina
- Mirnsko hribovje
- Krška dolina
- Gorjanci
- Bela krajina